# Эти глаза напротив (сериал)
«Эти глаза напротив» ― российский телесериал о жизни певца Валерия Ободзинского, снятый режиссером Сергеем Комаровым.

## Сюжет
Сериал повествует о жизни Валерия Ободзинского, одного из самых ярких представителей советской эстрады и человека удивительной судьбы. Простой парень из Одессы, он становится в СССР настоящей суперзвездой. Ободзинский не похож на всех: он не шагает в общем строю и не поёт гимнов комсомолу. Кажется, что его фантастический тенор создан, чтобы воспевать женщину, но со временем бескомпромиссность и необычность закрывают ему путь на сцену. И однажды певец просто исчезает. Лишь спустя годы преданная поклонница узнаёт Ободзинского в стороже с галстучной фабрики и возвращает его к жизни и творчеству.

## В главных ролях
- Алексей Барабаш ― Валерий Ободзинский
- Евгения Брик ― Нелли, жена Валерия Ободзинского
- Вячеслав Чепурченко ― Валерий Ободзинский в молодости
- Любовь Аксёнова ― Нелли в молодости
- Кирилл Сафонов ― Анатолий Дмитриевич Зарубин
- Мириам Сехон ― Анна Есенина
- Владимир Горюшин ― Ефим Зильберман
- Роман Полянский ― Эдик Лосев
- Владимир Симонов ― Алексей Юрьевич Куликов

## Производство
В качестве консультантов проекта выступили дочери певца Анжела и Валерия Ободзинские, а также Анна Есенина, его последняя спутница жизни.
Съёмки сериала «Эти глаза напротив» продолжались более трёх месяцев в Москве и Подмосковье. Также съёмочная группа под руководством режиссёра Сергея Комарова побывала в экспедиции в Крыму, где снимали стадионы и концертные залы советских времён.
Наталия Клибанова, продюсер: «Мы оттолкнулись от реальных фактов жизни, но что-то немного обострили, а где-то смягчили. Анна Есенина собрала огромный архив: аудио- и видеозаписи, фотографии, газетные вырезки, афиши и костюмы. И даже квартиру она сохранила практически в том виде, что и при жизни артиста. Эта женщина дала певцу вторую жизнь и всё ещё хранит память о нём».

## Статьи и публикации
- «Эти глаза напротив»: 5 фактов о сериале от Алексея Барабаша Архивная копия от 13 февраля 2022 на Wayback Machine.
- Сериал «Эти глаза напротив»: что ждёт зрителя Архивная копия от 14 февраля 2022 на Wayback Machine, Первый канал.
- Второе счастье: сериал «Эти глаза напротив» о Валерии Ободзинском стартовал на российском ТВ Архивная копия от 13 февраля 2022 на Wayback Machine.
- О легенде советской эстрады Валерии Ободзинском снимут сериал Архивная копия от 13 февраля 2022 на Wayback Machine
- «Эти глаза напротив»: Кирилл Сафонов супротив Валерия Ободзинского Архивная копия от 13 февраля 2022 на Wayback Machine
- О чём сериал «Эти глаза напротив»? Архивная копия от 14 февраля 2022 на Wayback Machine